# Curtara moesta
Curtara moesta är en insektsart som beskrevs av Spångberg 1878. Curtara moesta ingår i släktet Curtara och familjen dvärgstritar. Inga underarter finns listade i Catalogue of Life.